# Лорін Роберт

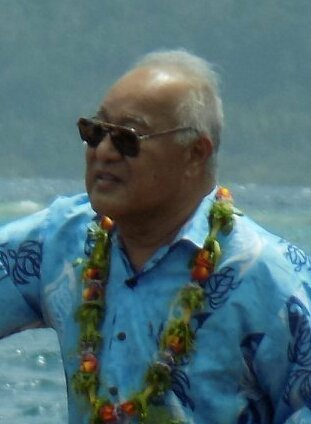

Лорін Роберт (7 травня 1956, Чуук, Каролінські острови) — мікронезійський політичний діяч. Міністр закордонних справ Мікронезії (з 2007).

## Життєпис
Народився 7 травня 1956 року в Чууку, Каролінські острови. Після відвідування школи, він навчався з 1975 по 1979 рр. в коледжі Санта-Фе в Нью-Мексико, а потім з 1980 по 1982 рр. на факультеті міжнародних відносин Американського університету у Вашингтоні, округ Колумбія.
Після повернення він вперше став викладачем у Громадському коледжі Мікронезії в Труку, перш ніж приєднатися до дипломатичної служби Федеративних штатів Мікронезії у 1984 році. Він став заступником голови посольства в Японії у 1985 році і обіймав цю посаду до 1990 року. За цей час він також закінчив аспірантуру в Оксфордському університеті між 1987 і 1988 роками.
У 1990 році він повернувся до Департаменту зовнішніх справ у Палікірі на посаду першого заступника. Помічник секретаря (заступник помічника секретаря) з питань Азії, а потім з 1996 по 2001 рік помічник секретаря з питань Азії, Тихого океану та багатосторонніх питань. У той же час він був керівником навчальної програми та викладання служб розвитку тренінгів між 1991 та 2000 роками. У 2001 році він став заступником секретаря.
29 червня 2007 року він був висунутий новообраним президентом Федеративних Штатів Мікронезії Емануель Морі на посаду секретаря закордонних справ і був приведений до присяги після затвердження Конгресом 14 липня 2007 року.
На посаді міністра закордонних справ він також є заступником представника Світового банку та Азійського банку розвитку.